# Salangane de montagne
Aerodramus hirundinaceus
Espèce
Statut de conservation UICN

 LC  : Préoccupation mineure
La Salangane de montagne (Aerodramus hirundinaceus, anciennement Collocalia hirundinacea) est une espèce d'oiseau de la famille des Apodidae.

## Répartition
Elle est endémique en Nouvelle-Guinée et aux îles voisines de Karkar, Yapen et Goodenough.

## Habitat
Elle habite les régions de montagne entre 500 m et la limite des arbres. Elle habite les forêts humides. On la voit quelquefois dans les plaines avoisinantes.